# Gilles de Corbeil
Ne doit pas être confondu avec Gilles de Paris.
Pour les articles homonymes, voir Corbeil.
Gilles de Corbeil ou Pierre-Gilles de Corbeil, (en latin : Egidius de Corbolio ou Egidius Corboliensis ou encore Ægidius Corboliensis), né vers 1140 à Corbeil (au sud de Paris) et mort vers 1224, est un médecin du Moyen Âge, enseignant à Paris et médecin de Philippe-Auguste. 
Il est l'auteur d'un grand Poème de la médecine, composé de plusieurs livres, qui servira de modèle d'enseignement à la Faculté de médecine de Paris jusqu'au XVe siècle.  

## Biographie
Sa biographie et ses œuvres nous sont connues grâce notamment à la monographie du médecin et historien Camille Vieillard. Gilles de Corbeil est le contemporain du poète médiéval Gilles de Paris.
Vers 1160, le bénédictin Pierre-Gilles de Corbeil, part à Salerne pour apprendre la médecine dans la célèbre et prestigieuse école de médecine de Salerne riche de ses nombreuses traductions en arabe de traités médicaux en grec datant de l’Antiquité et traduites en latin, et de la tradition de Galien et Dioscoride.
Gilles de Corbeil revient en France en passant par l'école de médecine de Montpellier. Là, il se dispute violemment avec les maitres montpellierains au point d'être injurié et roué de coups. Il expose sa mésaventure à la fin de son livre sur les urines en ces termes,,: « La secte ennemie, mugissant vainement, comme s'il eut été un rustre ou un sabotier (...) cette vile et prostituique [sic] populace de Montpellier qui n'est pas digne de toucher le bas de ta robe. »
De retour à Paris, il enseigne la médecine à l'université, présentant la science médicale de l'école de Salerne contre celle de Montpellier et celle des méthodes empiriques de Pierre Rigord. 
Il est surnommé le « héraut transalpin de la gloire de l'école de Salerne », et son contemporain Gilles de Paris l'appelle « Celeberrimus arte medendi » (hautement célèbre dans l'art de guérir).
Il devient chanoine de la cathédrale Notre-Dame de Paris et médecin (archiatre) de Philippe Auguste. Il s'oppose au légat du pape à Paris, ce pape étant Innocent III alors ennemi de Philippe Auguste. 
En 1194, il dénonça le sac de la ville de Salerne par Henri VI du Saint-Empire.

## Œuvres

### Textes médicaux

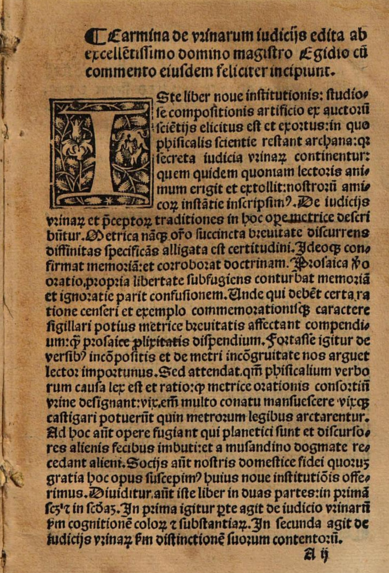
Carmina de Urinarum Judiciis (Poème sur les urines) de Gilles de Corbeil, édition imprimée de 1515.

Gilles de Corbeil est l'auteur d'un grand Poème de la médecine, rédigé entre 1180 et 1220, de près de 9 000 vers latins en hexamètre dactylique.
L'ouvrage se compose de quatre livres sur l'étude de l'urine, la description des pouls, les vertus des médicaments, et les signes des maladies. Il s'agit de poèmes didactiques et mnémoniques destinés à l'enseignement, à apprendre par cœur, à la forme élégante et de lecture facile.
1. Carmina de Urinarum Judiciis (Poème sur les Urines), 352 versets imprimés en 1483, avec ou sans le commentaire de Gentile da Foligno, considéré comme le texte de référence sur l'uroscopie jusqu'au XVIe siècle. Une traduction française a été faite en 1907 par Camille Vieillard. Le texte s'inspire de Regulae urinarum du maitre salernitain Maurus[2].
2. Liber de pulsibus metrice compositus ( Livre sur le Pouls), 380 versets imprimés en 1484, avec une préface en prose.
3. De Laudibus et vertibulus compositorum medicaminum (Sur les vertus des médicaments composés), en 4 663 vers. Le texte décrit 80 recettes reprises de l'antidotaire de Nicolas de Salerne, qui en comptait 140. Gilles de Corbeil innove avec une présentation plus facile à mémoriser[6]. Il se  réfère à son maitre de Salerne, Petrus Musandinus. Imprimé pour la première fois en 1721 à Magdebourg[2].
4. De signis et symptomatibus egritudinum (Des signes et symptômes des maladies ou Viatique), en 2 358 vers. Imprimé pour la première fois en 1907 à Leipzig, chez Teubner[2]. Le livre IV s'intitule De physionomiis[1], inspiré de l'Ad Almansorem de Rhazès, où les particularités corporelles sont en rapport avec les qualités de l'âme (physiognomonie), ce qui aide les princes à choisir les bons serviteurs[7].

Gilles de Corbeil ne se limite pas à la technique médicale, il aborde plusieurs questions de la pratique du métier de médecin. Les malades sont d'autant plus difficiles qu'ils sont d'un rang plus élevé. Il ne faut pas se plaindre d'un prince avare, mais continuer à cultiver ses bonnes grâces, car la renommée acquise vaut tous les trésors. Aux pauvres, il prêche la résignation, mais accorde des soins gratuits car « sinon Dieu les ferait payer au médecin au centuple ».
Il se méfie des remèdes trop prompts et des guérisons trop rapides qui représentent une perte d'honoraires, car « le vulgaire y voit une action naturelle et fait moindre cas de ce qu'il devrait au contraire estimer au plus haut prix ». Enfin, le médecin doit être modeste dans ses discours, et plutôt réfléchir que de prononcer des mots sonores.

### Texte satirique
Hierapigra ad purgandos prelatos (Sainte paresse pour purger les prélats), 5 929 versets en neuf parties. Il s'agit d'un pamphlet satirique découvert dans la bibliothèque de l'érudit français de la Renaissance Pierre Pithou. Dans le prologue, le poète invoque, non pas une muse, mais un pape (apparemment Innocent III), dont il espère recevoir l'antidote qui peut guérir les prélats malades moralement. 
L'auteur vise surtout le légat du pape à Paris, le cardinal Guala Bicchieri. Ce texte est aussi un plaidoyer personnel, car Gilles de Corbeil aurait été de naissance adultérine. Il ramène les mérites d'un homme à sa science, son esprit et sa grâce, et non à la naissance car « rien n'est trompeur ni faible comme la femme, et que s'il est possible à la rigueur de connaître la mère,  il est bien difficile de savoir le nom de son père ».

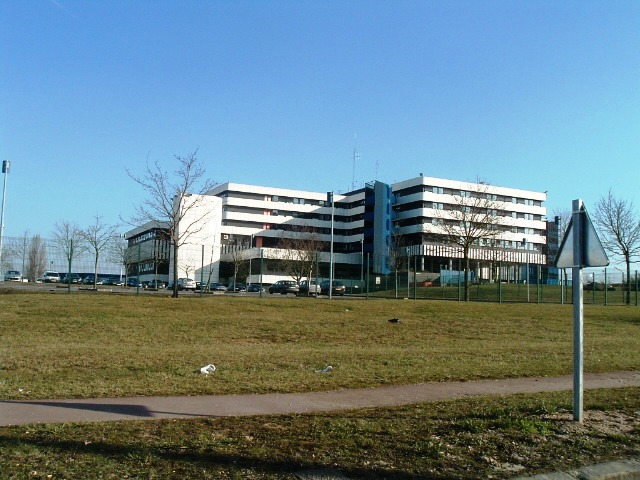
L'hôpital Gilles de Corbeil à Corbeil-Essonnes.

La ville de Corbeil-Essonnes dispose d'un hôpital dénommé Gilles de Corbeil en son honneur.